# Real Audiencia del Cuzco
La Audiencia y Cancillería Real del Cuzco fue el más alto tribunal de la Corona española en la zona del Cuzco del Virreinato del Perú. Fue creado en 1787. Con anterioridad a la creación de esta real audiencia, la jurisdicción sobre este territorio estaba dividido entre las Audiencias de Charcas y de Lima.
La Recopilación de Leyes de Indias de 1680, en Ley XIV (Que los términos de la Ciudad del Cuzco se dividan entre las Audiencias de Lima y la Plata, conforme á esta ley) del Título XV (De las Audiencias y Chancillerias Reales de las Indias) del Libro II, establece la división del territorio del Cuzco entre las dos Audiencias, de Charcas y Lima:

Declaramos y mandamos, que todo lo que está desde el Collao, exclusivé ázia la Ciudad de los Reyes, sea y esté debaxo del distrito y jurisdicion de nuestra Audiencia Real, que reside en la Ciudad de los Reyes, y todo lo que está desde el Collao, inclusivé, ázia la Ciudad de la Plata, sea del distrito y limites de nuestra Audiencia de los Charcas; y que el Collao ázia la dicha Ciudad de la Plata, comiença desde el Pueblo de Ayavire, por el camino de Vrcosuyo: y desde el Pueblo de Asillo, por el camino de Humasuyo: y por el camino de Arequipa, desde Atuncana, ázia la parte de los Charcas: y que assimismo haya de ser y entrar en el distrito de la dicha Audiencia de los Charcas la Provincia de Sãvagana: y toda la Provincia de Carabaya, inclusivé, no perjudicando, como es nuestra voluntad que no perjudique esta declaracion y division, que assi hazemos en cosa alguna á la jurisdicion, que la dicha Ciudad del Cuzco tiene en los dichos terminos, sino que la tenga, según y de la forma que hasta aora la ha tenido.

Las solicitudes sugiriendo la creación de una Real Audiencia para la sierra peruana databan desde el siglo XVII, siendo exigido hacia el Rey y el Consejo de Indias por clérigos jesuitas y caciques, ya que se había vuelto difícil el acudir a las instancias de Lima o Charcas. Su creación, lejos de ser una iniciativa de las autoridades españolas, fue una consecuencia de la sangrienta Rebelión de Túpac Amaru II (tanto José Gabriel Túpac Amaru en 1781 y Diego Cristóbal Túpac Amaru en 1782 le exigieron al Virrey del Perú que instaure una Real Audiencia con sede en Cuzco), la cual hizo que el Marqués de Sonora convenciera al rey Carlos III para ejecutar su creación con el fin de mejorar el gobierno del Perú.
El 26 de febrero de 1787 mediante Real Cédula el rey Carlos III de España ordenó el establecimiento de la Audiencia y Cancillería Real del Cuzco.

“Para mayor honor y decoro de la ciudad del Cuzco, antigua metrópoli del imperio del Perú, y evitar los graves perjuicios, y dispendios que se originan a mis vasallos habitantes de ella, y sus provincias inmediatas, de recurrir en sus negocios por apelación a mis Reales Audiencias de Lima, y Charcas, he venido por mi real decreto de 26 de Febrero del corriente año en crear una nueva en dicha ciudad del Cuzco […] Asimismo he resuelto, que establecida la nueva Audiencia procedan el regente y oidores a formar sin la menor dilación, con vuestro acuerdo, las correspondientes ordenanzas para su buen régimen y gobierno: arreglándose a lo dispuesto por leyes, poniéndolas provisionalmente en ejecución, y remitiéndolas a mi Consejo de las Indias para su aprobación. Todo lo cual os participo para que lo tengáis entendido, hagáis notorio en donde convenga, y concurráis en la parte que os toca a su puntual cumplimiento: en inteligencia de expedirse con fecha de hoy las correspondientes cédulas a mis Reales Audiencias de Lima y Charcas para que les conste el territorio que se agrega de su respectiva jurisdicción”.
Carlos III, 1787

El 3 de mayo de 1788, a través de una Real Cédula, se estableció la Real Audiencia del Cuzco con territorios que correspondían a las Audiencias de Lima y de Charcas.
En una comunicación al Virrey Francisco Teodoro de Croix, el rey Carlos III establece el territorio jurisdiccional de la nueva Audiencia: 

Virrey, Gobernador y Capitán General de las provincias del Perú, y Presidente de mi Real Audiencia de Lima. Para mayor honor y decoro de la ciudad del Cuzco, antigua metrópoli del imperio del Perú, y evitar los graves perjuicios, y dispendios que se originan a mis vasallos habitantes de ella, y sus provincias inmediatas, de recurrir en sus negocios por apelación a mis Reales Audiencias de Lima, y Charcas, he venido por mi real decreto de 26 de Febrero del corriente año en crear una nueva en dicha ciudad del Cuzco, cuyo distrito ha de comprender la extensión de aquel obispado (cuyas provincias son las de Abancay, Azángaro, Aymaraes, Canas y Canchis, o Tinta, Calca y Lares, Carabaya, Chilques, Masques, Chumbivilcas, Cotabambas, Cuzco, Lampa, Paucartambo, Quispicanchi, Vilcabamba, Urubamba), y todas las demás provincias y territorios que con precedente informe de don Jorge Escobedo, Superintendente Subdelegado de mi Real Hacienda, señalaréis vos. El número de ministros de la expresada nueva Audiencia ha de ser un regente con el sueldo de nueve mil pesos anuales, tres oidores, y un solo fiscal de lo civil y criminal, cada uno con el sueldo de cuatro mil y quinientos pesos, a excepción de los ministros que vayan de otras Audiencias, y tengan mayor dotación, la cual deberán conservar. Para la plaza de regente he nombrado en el mismo real decreto a don Joseph de la Portilla, Oidor de esa Real Audiencia de Lima, y antes Asesor General del virreinato, y para las tres de oidores, he elegido por su orden a don Joseph Rezábal y Ugarte, Alcalde del crimen de esa propia Audiencia, a don Pedro Cernadas Bermúdez, Oidor de la de Charcas, y a don Miguel Sánchez Moscoso de la de Buenos Aires; y para la Fiscalía a don Antonio Suárez Rodríguez de Yebra, abogado de mis Reales Consejos. Los subalternos que ha de haber en la nueva Audiencia han de ser un agente fiscal, un relator y un escribano de cámara cada uno con el sueldo de quinientos pesos, proveyéndose esta escribanía como oficio vendible y renunciable; un capellán con el sueldo de trescientos pesos, y la obligación de decir misa y enseñar la doctrina cristiana a los pobres de la cárcel, un canciller y registrador, cuyo oficio sea vendible como en otras audiencias: dos receptores, cuatro procuradores, un tasador, y un repartidor, cuyos oficios han de ser igualmente vendibles y renunciables, y no han de gozar sueldo; y también ha de haber los de abogados de pobres, un procurador para éstos, dos porteros y un barrendero, cuyos nombramientos ha de hacer la Audiencia con la gratificación que le parezca sobre el ramo de penas de cámara. Asimismo he resuelto, que establecida la nueva Audiencia procedan el regente y oidores a formar sin la menor dilación, con vuestro acuerdo, las correspondientes ordenanzas para su buen régimen y gobierno: arreglándose a lo dispuesto por leyes, poniéndolas provisionalmente en ejecución, y remitiéndolas a mi Consejo de las Indias para su aprobación. Todo lo cual os participo para que lo tengáis entendido, hagáis notorio en donde convenga, y concurráis en la parte que os toca a su puntual cumplimiento: en inteligencia de expedirse con fecha de hoy las correspondientes cédulas a mis Reales Audiencias de Lima y Charcas para que les conste el territorio que se agrega de su respectiva jurisdicción, y se aplica a la nuevamente establecida: y de esta cédula se tomará razón en la Contaduría General del referido mi consejo.

El 3 de noviembre de 1788 se celebraría su inauguración a través de la Fiesta de la Lealtad, el cual incluyo la recepción del Sello Real por parte de los magistrados, cabildos y autoridades jurídicas de la Intendencia del Cuzco, “antigua metrópoli del imperio del Perú”, para validar y certificar la Real cédula, así como conmemorar la legitimidad de la Monarquía Española entre la población peruana (recibiéndose el sello real con festejos similares a como si el rey en persona hubiese venido) y lo que se entendió como el establecimiento de un nuevo Regnum, el Reino del Cusco, dentro de los Reynos del Perú, según las Siete Partidas incluidas en las Leyes de Indias del Imperio español en los Reinos de Indias. Todo el festejo, que simbolizaba un ritual político de la Monarquía tradicional sobre el encuentro entre el Rey y la ciudad, sería registrado por el padre Ignacio de Castro en su “Relación del Cuzco” terminada en 1793.

6. Debido a la ausencia de Cortes Generales en America las Audiencias indianas más que una instancia jurisdiccional compuesta por magistrados, con la responsabilidad de aplicar prudentemente los Fueros como en la Península, la Audiencia Indiana era en sí misma, la representación simbólica del Regnum, en el sentido clásico que hablaban las partidas, es decir “Regno es Tierra que a Rey por Señor”.
De lo dicho se puede entender que la equiparación indiana Audiencia=Reino, hacía de esta instancia no solo la expresión judicial de un territorio sino sobre todo de la maiestas, es decir la expresión política de la comunidad o corpus politicum.
El cuerpo político o regnum solo podía entenderse bien ordenado si se sujetaba  a su rex o cabeza política y es de ahí que se puede entender la necesidad de realizar las ceremonias y fiestas de las entradas reales donde se podían afirmar los lazos de lealtad entre el Rey y sus vasallos que se encontraban celebrando un rencuentro paterno-filial. Estas entradas rituales tenían su antecedente tanto en la tradición latina que realzaba las glorias de los generales victoriosos llegando a la Vrbs como en los evangelistas de referían la entrada triunfal de nuestro señor Jesucristo a Jerusalem sobre una modesta mula blanca.

Quedaron incluidos en su territorio los partidos de Carabaya, Lampa y Azángaro pertenecientes a la Intendencia de Puno, que en 1784 había sido creada dentro del Virreinato del Río de la Plata. El 1 de febrero de 1796 la Intendencia de Puno pasó a depender del Virreinato del Perú y los partidos de Paucarcolla y Chucuito, que hasta entonces correspondían a la Audiencia de Charcas, pasaron también a la del Cuzco.
En 1821, debido a que el general José de San Martín se apoderó de Lima, la Intendencia de Arequipa fue agregada a la jurisdicción de la Real Audiencia del Cuzco, permaneciendo hasta el final del virreinato en 1825. Tras la Capitulación de Ayacucho, los miembros de la Real Audiencia del Cuzco, bastión del realismo cuzqueño, designaran como nuevo Virrey del Perú al mariscal Don Pío de Tristán. Siendo disuelto el tribunal definitivamente en 1825 tras la caída definitiva del sistema virreinal.

## Presidentes
- Benito de la Mata Linares (1784-1788)
- José de la Portilla (1788-1791)
- Carlos de Corral (1791-1792)
- Manuel Ruiz Urriés de Castilla (1794-1806)
- Francisco Muñoz de San Clemente (1806-1809)
- José Manuel de Goyeneche (1810-1812)
- Pedro Antonio Cernadas (1811-1812)
- Martín de la Concha y Jara (1812)
- Mateo Pumacahua (1812-1813)
- Manuel Pardo Ribadeneira (1814)
- Manuel González de Bernedo (1815)
- Mariano Ricafort (1816)
- Pío Tristán (1817-1824)